# Centroselachus crepidater
 Centroselachus crepidater  (лат.) — единственный вид рода Centroselachus семейства сомниозовых акул отряда катранообразных. Распространён во всех океанах, за исключением Северного Ледовитого. Обитает на глубине до 1500 м. Максимальный зарегистрированный размер — 130 см. На теле крошечные шипы. Анальный плавник отсутствует. Рацион состоит из мелких костистых рыб и головоногих. Размножается яйцеживорождением. Представляет небольшой интерес для коммерческого рыболовства. Родовое название происходит от др.-греч. κέντρον — «колющее орудие» и σέλᾰχος — «хрящевая рыба».

## Ареал
Centroselachus crepidater распространены широко, но неравномерно. В восточной Атлантике они обитают от берегов Исландии до Южной Африки, в Индийском океане у островов Альдабра и в водах Индии, в восточной части Тихого океана у побережья Чили и в западной части Тихого океана у берегов Новой Зеландии и на юге Австралии. Эти акулы предпочитают держаться у дна на континентальном и островном шельфе на глубине от 230 до 1500 м. В водах Австралии они чаще попадаются на глубине от 780 до 1100 м.

## Описание
Максимальный зарегистрированный размер составляет 130 см. Тело тонкое, удлинённое. Рыло очень длинное, преоральное расстояние почти равно дистанции между ртом и основаниями грудных плавников и намного превышает длину рта. Губы не толстые. Верхние губные борозды очень длинные. Нижние зубы наполовину скошены, оснащены одним остриём и сцеплены между собой, образуя единую режущую поверхность. Позади глаз имеются брызгальца. 5 пар жаберных щелей.
Спинные плавники примерно равны по размеру и высоте. У их оснований слегка выступают крошечные шипы. Основание первого спинного плавника выдаётся вперед в виде гребня и расположено за основаниями грудных плавников. Длина основания второго спинного плавника длиннее расстояния между ним и началом основания верхней доли хвостового плавника. Анальный плавник отсутствует. Кожа покрыта довольно крупными плакоидными чешуйками с гладкой поверхностью и зазубренным задним краем. Окраска ровного чёрного или чёрно-коричневого цвета.

## Биология
Эти акулы размножаются яйцеживорождением, в помёте от 3 до 9 новорожденных. Рацион состоит из светящихся анчоусов и головоногих. Самцы и самки достигают половой зрелости при длине 64—68 см и 82 см, соответственно. Вероятно, у этих акул очень медленный уровень репродукции, в Австралии они становятся половозрелыми в 15 лет (самцы) и в 22 года (самки).

## Взаимодействие с человеком
Вид представляет небольшой интерес для коммерческого рыболовства и является объектом целевого промысла. Ценится мясо и жир печени, вес которого составляет до 61—73 % от её веса. По другим данным мясо этих акул ядовито. Международный союз охраны природы присвоил этому виду статус сохранности «Вызывающий наименьшие опасения».